# Prix Eeva-Joenpelto
Le prix Eeva-Joenpelto est un prix littéraire décerné par la ville de Lohja en Finlande de 1988 à 2004.

## Lauréats
- 1988: Jaan Kross
- 1992: Olof Lagercrantz
- 1995: Sándor Csoóri[2]
- 1998: Andreï Makine
- 2001: Bernhard Schlink
- 2004: Herbjørg Wassmo[3],[4]